# Miloš Cambel
Miloš Cambel (14. červen 1901 Slovenská Ľupča – 14. listopadu 1958 Banská Bystrica) byl slovenský pedagog a protifašistický bojovník.

## Životopis
V letech 1912–1916 studoval na gymnáziu, 1916–1920 na učitelském ústavu v Banské Bystrici. Učitel v Slovenské Lupči, Hiadeli, Černém Balogu atd., 1928–1932 ve městské škole, 1947–1958 na základní škole v Banské Bystrici. Účastník ilegálního protifašistického boje, v červnu 1944 zorganizoval 17člennou skupinu studentů, která se připravovala na ozbrojený boj. V polovině září 1944 se na jejím základě zformoval přes 200členný Vysokoškolský strážný oddíl. Při ústupu Slovenského národního povstání do hor 2. listopadu 1944 v prostoru Prašivé padl do zajetí, vězněn byl v Banské Bystrici, 28. listopadu odvlečen do zajateckého tábora Altenburg, odkud se vrátil po osvobození.
Funkcionář společenských organizací.

## Ocenění
- 1946 – Za chrabrost před nepřítelem
- 1947 – Řád SNP I. třídy
- Za zásluhy 1. stupně
- 1939 – Československý válečný kříž